# ديفيدز تي
ديفيدز تي (DavidsTea) هي شركة بيع بالتجزئة مختصة بالشاي وأدواته، مقرها مدينة مونتريال في كندا. وهي أكبر سلسلة محلات شاي في البلاد. أدرجت في بورصة ناسداك عام 2005. كانت الشركة تملك 240 فرع في أنحاء كندا والولايات المتحدة، لكن بحلول يوليو 2020 اضطرت الشركة إلى إعادة هيكلة شؤونها المالية، والتي تضمنت إغلاق كل الفروع في الولايات المتحدة والتي بلغت 42 فرع، بالإضافة إلى إغلاق 166 فرع في كندا، ليصبح عدد الفروع 18 فرع فقط من أجل التركيز على التجارة الإلكترونية وعمليات البيع الكامل.